# Chroicocephalus
Chroicocephalus is een geslacht van relatief kleine meeuwen, dat eerder bij Larus werd ingedeeld. Het geslacht telt tien soorten.

## Soorten
- Chroicocephalus brunnicephalus  – Bruinkopmeeuw
- Chroicocephalus bulleri  – Zwartsnavelmeeuw
- Chroicocephalus cirrocephalus  – Grijskopmeeuw
- Chroicocephalus genei  – Dunbekmeeuw
- Chroicocephalus hartlaubii  – Hartlaubs meeuw
- Chroicocephalus maculipennis  – Patagonische kokmeeuw
- Chroicocephalus novaehollandiae  – Witkopmeeuw
- Chroicocephalus philadelphia  – Kleine kokmeeuw
- Chroicocephalus ridibundus  – Kokmeeuw
- Chroicocephalus serranus  – Andesmeeuw

## Cladogram
Het volgende cladogram is gebaseerd op onderzoek uit 2021. Uit dit onderzoek blijkt dat de afsplitsing van het geslacht Chroicocephalus ongeveer 10 miljoen jaar geleden heeft plaatsgevonden.
|  | Patagonische kokmeeuw (C. maculipensis) |
|  |                                         |
|  | Andesmeeuw (C. serranus)                |
|  |                                         |

|  | Witkopmeeuw (C. novaehollandiae) |
|  |                                  |
|  | Zwartsnavelmeeuw (C. bulleri)    |
|  |                                  |

|  | Patagonische kokmeeuw (C. maculipensis) |
|  |                                         |
|  | Andesmeeuw (C. serranus)                |
|  |                                         |

|  | Witkopmeeuw (C. novaehollandiae) |
|  |                                  |
|  | Zwartsnavelmeeuw (C. bulleri)    |
|  |                                  |

|  | Kokmeeuw (C. ridibundus)          |
|  |                                   |
|  | Bruinkopmeeuw (C. brunnicephalus) |
|  |                                   |

|  | Grijskopmeeuw (C. cirrocephalus) |
|  |                                  |
|  | Hartlaubs meeuw (C. hartlaubii)  |
|  |                                  |

|  | Kokmeeuw (C. ridibundus)          |
|  |                                   |
|  | Bruinkopmeeuw (C. brunnicephalus) |
|  |                                   |

|  | Grijskopmeeuw (C. cirrocephalus) |
|  |                                  |
|  | Hartlaubs meeuw (C. hartlaubii)  |
|  |                                  |

|  | Patagonische kokmeeuw (C. maculipensis) |
|  |                                         |
|  | Andesmeeuw (C. serranus)                |
|  |                                         |

|  | Witkopmeeuw (C. novaehollandiae) |
|  |                                  |
|  | Zwartsnavelmeeuw (C. bulleri)    |
|  |                                  |

|  | Patagonische kokmeeuw (C. maculipensis) |
|  |                                         |
|  | Andesmeeuw (C. serranus)                |
|  |                                         |

|  | Witkopmeeuw (C. novaehollandiae) |
|  |                                  |
|  | Zwartsnavelmeeuw (C. bulleri)    |
|  |                                  |

|  | Kokmeeuw (C. ridibundus)          |
|  |                                   |
|  | Bruinkopmeeuw (C. brunnicephalus) |
|  |                                   |

|  | Grijskopmeeuw (C. cirrocephalus) |
|  |                                  |
|  | Hartlaubs meeuw (C. hartlaubii)  |
|  |                                  |

|  | Kokmeeuw (C. ridibundus)          |
|  |                                   |
|  | Bruinkopmeeuw (C. brunnicephalus) |
|  |                                   |

|  | Grijskopmeeuw (C. cirrocephalus) |
|  |                                  |
|  | Hartlaubs meeuw (C. hartlaubii)  |
|  |                                  |

|  | Patagonische kokmeeuw (C. maculipensis) |
|  |                                         |
|  | Andesmeeuw (C. serranus)                |
|  |                                         |

|  | Witkopmeeuw (C. novaehollandiae) |
|  |                                  |
|  | Zwartsnavelmeeuw (C. bulleri)    |
|  |                                  |

|  | Patagonische kokmeeuw (C. maculipensis) |
|  |                                         |
|  | Andesmeeuw (C. serranus)                |
|  |                                         |

|  | Witkopmeeuw (C. novaehollandiae) |
|  |                                  |
|  | Zwartsnavelmeeuw (C. bulleri)    |
|  |                                  |

|  | Kokmeeuw (C. ridibundus)          |
|  |                                   |
|  | Bruinkopmeeuw (C. brunnicephalus) |
|  |                                   |

|  | Grijskopmeeuw (C. cirrocephalus) |
|  |                                  |
|  | Hartlaubs meeuw (C. hartlaubii)  |
|  |                                  |

|  | Kokmeeuw (C. ridibundus)          |
|  |                                   |
|  | Bruinkopmeeuw (C. brunnicephalus) |
|  |                                   |

|  | Grijskopmeeuw (C. cirrocephalus) |
|  |                                  |
|  | Hartlaubs meeuw (C. hartlaubii)  |
|  |                                  |

|  | Patagonische kokmeeuw (C. maculipensis) |
|  |                                         |
|  | Andesmeeuw (C. serranus)                |
|  |                                         |

|  | Witkopmeeuw (C. novaehollandiae) |
|  |                                  |
|  | Zwartsnavelmeeuw (C. bulleri)    |
|  |                                  |

|  | Patagonische kokmeeuw (C. maculipensis) |
|  |                                         |
|  | Andesmeeuw (C. serranus)                |
|  |                                         |

|  | Witkopmeeuw (C. novaehollandiae) |
|  |                                  |
|  | Zwartsnavelmeeuw (C. bulleri)    |
|  |                                  |

|  | Kokmeeuw (C. ridibundus)          |
|  |                                   |
|  | Bruinkopmeeuw (C. brunnicephalus) |
|  |                                   |

|  | Grijskopmeeuw (C. cirrocephalus) |
|  |                                  |
|  | Hartlaubs meeuw (C. hartlaubii)  |
|  |                                  |

|  | Kokmeeuw (C. ridibundus)          |
|  |                                   |
|  | Bruinkopmeeuw (C. brunnicephalus) |
|  |                                   |

|  | Grijskopmeeuw (C. cirrocephalus) |
|  |                                  |
|  | Hartlaubs meeuw (C. hartlaubii)  |
|  |                                  |

|  | Patagonische kokmeeuw (C. maculipensis) |
|  |                                         |
|  | Andesmeeuw (C. serranus)                |
|  |                                         |

|  | Witkopmeeuw (C. novaehollandiae) |
|  |                                  |
|  | Zwartsnavelmeeuw (C. bulleri)    |
|  |                                  |

|  | Patagonische kokmeeuw (C. maculipensis) |
|  |                                         |
|  | Andesmeeuw (C. serranus)                |
|  |                                         |

|  | Witkopmeeuw (C. novaehollandiae) |
|  |                                  |
|  | Zwartsnavelmeeuw (C. bulleri)    |
|  |                                  |

|  | Kokmeeuw (C. ridibundus)          |
|  |                                   |
|  | Bruinkopmeeuw (C. brunnicephalus) |
|  |                                   |

|  | Grijskopmeeuw (C. cirrocephalus) |
|  |                                  |
|  | Hartlaubs meeuw (C. hartlaubii)  |
|  |                                  |

|  | Kokmeeuw (C. ridibundus)          |
|  |                                   |
|  | Bruinkopmeeuw (C. brunnicephalus) |
|  |                                   |

|  | Grijskopmeeuw (C. cirrocephalus) |
|  |                                  |
|  | Hartlaubs meeuw (C. hartlaubii)  |
|  |                                  |

|  | Patagonische kokmeeuw (C. maculipensis) |
|  |                                         |
|  | Andesmeeuw (C. serranus)                |
|  |                                         |

|  | Witkopmeeuw (C. novaehollandiae) |
|  |                                  |
|  | Zwartsnavelmeeuw (C. bulleri)    |
|  |                                  |

|  | Patagonische kokmeeuw (C. maculipensis) |
|  |                                         |
|  | Andesmeeuw (C. serranus)                |
|  |                                         |

|  | Witkopmeeuw (C. novaehollandiae) |
|  |                                  |
|  | Zwartsnavelmeeuw (C. bulleri)    |
|  |                                  |

|  | Kokmeeuw (C. ridibundus)          |
|  |                                   |
|  | Bruinkopmeeuw (C. brunnicephalus) |
|  |                                   |

|  | Grijskopmeeuw (C. cirrocephalus) |
|  |                                  |
|  | Hartlaubs meeuw (C. hartlaubii)  |
|  |                                  |

|  | Kokmeeuw (C. ridibundus)          |
|  |                                   |
|  | Bruinkopmeeuw (C. brunnicephalus) |
|  |                                   |

|  | Grijskopmeeuw (C. cirrocephalus) |
|  |                                  |
|  | Hartlaubs meeuw (C. hartlaubii)  |
|  |                                  |

|  | Patagonische kokmeeuw (C. maculipensis) |
|  |                                         |
|  | Andesmeeuw (C. serranus)                |
|  |                                         |

|  | Witkopmeeuw (C. novaehollandiae) |
|  |                                  |
|  | Zwartsnavelmeeuw (C. bulleri)    |
|  |                                  |

|  | Patagonische kokmeeuw (C. maculipensis) |
|  |                                         |
|  | Andesmeeuw (C. serranus)                |
|  |                                         |

|  | Witkopmeeuw (C. novaehollandiae) |
|  |                                  |
|  | Zwartsnavelmeeuw (C. bulleri)    |
|  |                                  |

|  | Kokmeeuw (C. ridibundus)          |
|  |                                   |
|  | Bruinkopmeeuw (C. brunnicephalus) |
|  |                                   |

|  | Grijskopmeeuw (C. cirrocephalus) |
|  |                                  |
|  | Hartlaubs meeuw (C. hartlaubii)  |
|  |                                  |

|  | Kokmeeuw (C. ridibundus)          |
|  |                                   |
|  | Bruinkopmeeuw (C. brunnicephalus) |
|  |                                   |

|  | Grijskopmeeuw (C. cirrocephalus) |
|  |                                  |
|  | Hartlaubs meeuw (C. hartlaubii)  |
|  |                                  |

|  | Patagonische kokmeeuw (C. maculipensis) |
|  |                                         |
|  | Andesmeeuw (C. serranus)                |
|  |                                         |

|  | Witkopmeeuw (C. novaehollandiae) |
|  |                                  |
|  | Zwartsnavelmeeuw (C. bulleri)    |
|  |                                  |

|  | Patagonische kokmeeuw (C. maculipensis) |
|  |                                         |
|  | Andesmeeuw (C. serranus)                |
|  |                                         |

|  | Witkopmeeuw (C. novaehollandiae) |
|  |                                  |
|  | Zwartsnavelmeeuw (C. bulleri)    |
|  |                                  |

|  | Kokmeeuw (C. ridibundus)          |
|  |                                   |
|  | Bruinkopmeeuw (C. brunnicephalus) |
|  |                                   |

|  | Grijskopmeeuw (C. cirrocephalus) |
|  |                                  |
|  | Hartlaubs meeuw (C. hartlaubii)  |
|  |                                  |

|  | Kokmeeuw (C. ridibundus)          |
|  |                                   |
|  | Bruinkopmeeuw (C. brunnicephalus) |
|  |                                   |

|  | Grijskopmeeuw (C. cirrocephalus) |
|  |                                  |
|  | Hartlaubs meeuw (C. hartlaubii)  |
|  |                                  |